# DP Architects
DP Architects, anciennement Design Partnership, est un cabinet d'architecture basé à Singapour. Il a notamment conçu le Dubai Mall ainsi que plusieurs bâtiments à Singapour comme le People's Park Complex, Suntec City ou Esplanade – Theatres on the Bay, et en Asie du Sud-Est, en particulier en Indonésie.

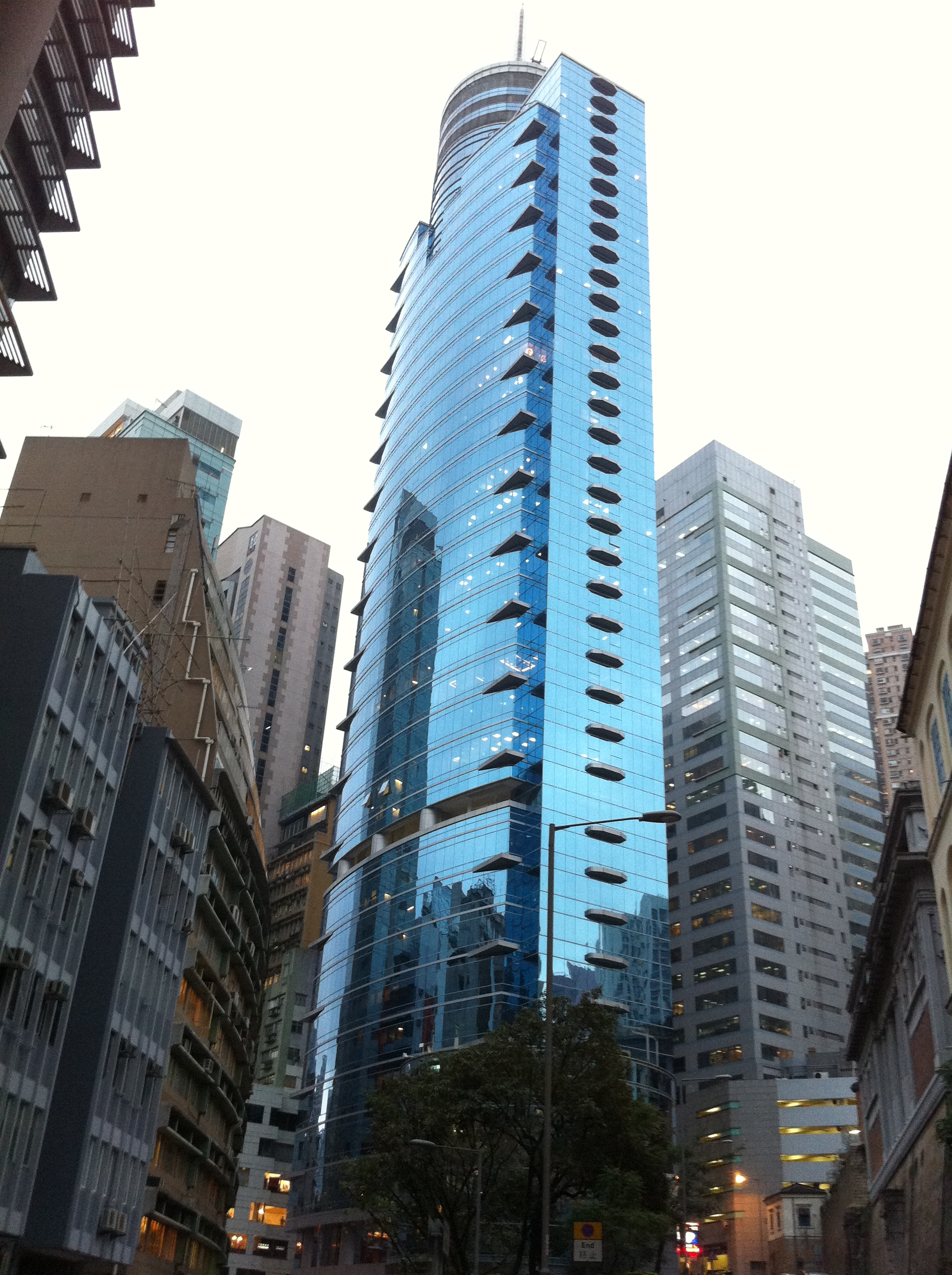
The Centrium à Hong Kong

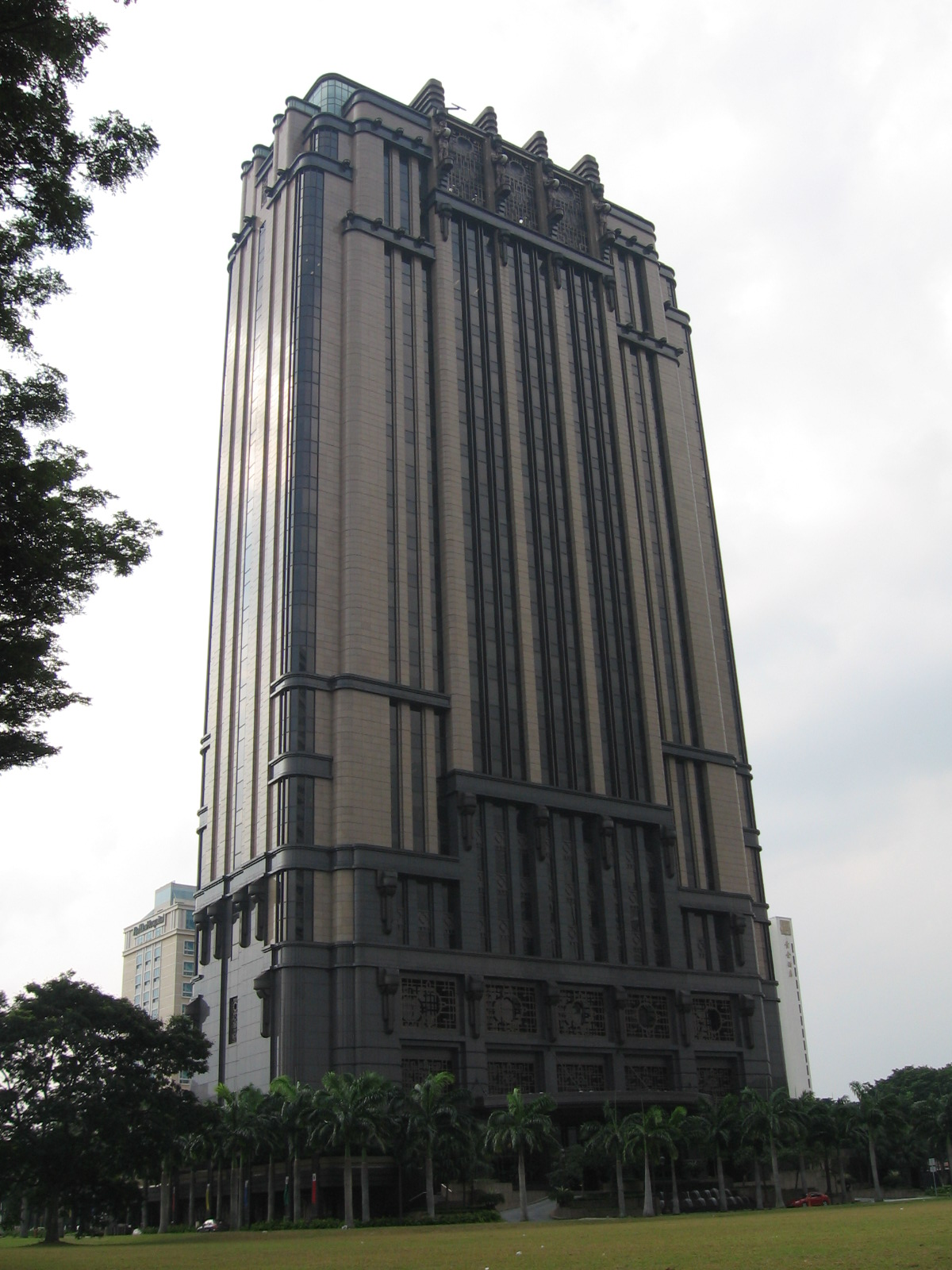
Parkview Square à Singapour

L'agence a aussi conçu plus d'une trentaine de gratte-ciel notamment en Asie du Sud-Est.
Quelques exemples ;

## Années 1980
- Wisma Atria à Singapour en 1987

## Années 1990
- Wisma 46 à Jakarta en Indonésie, en 1996
- Millenia Tower à Singapour en 1996
- The Bayshore à Singapour en 1996
- Centennial Tower à Singapour en 1997

## Années 2000
- The Centrium, à Hong Kong en 2001
- Parkview Square à Singapour, en 2002
- Berjaya Times Square à Kuala Lumpur en Malaisie en 2003
- Palm Springs International Apartments à Pékin en Chine en 2004
- Jinyuan Town CBD à Nanning en Chine, en 2005
- The Peak at Sudirman à Jakarta en Indonésie, en 2006
- Air Ocean City International Development Center à Nanning en Chine en 2008
- Planet Godrej à Mumbai en Inde, en 2009

## Années 2010
- Equity Tower à Jakarta en Indonésie, en 2010
- The Green Bay Pluit Jakarta à Jakarta en Indonésie, en 2012 et 2015
- The City Center @ Batavia City  à Jakarta en Indonésie en 2012
- Addax Tower à Abou Dhabi aux Emirats Arabes Unis en 2015